# Matthew Rao

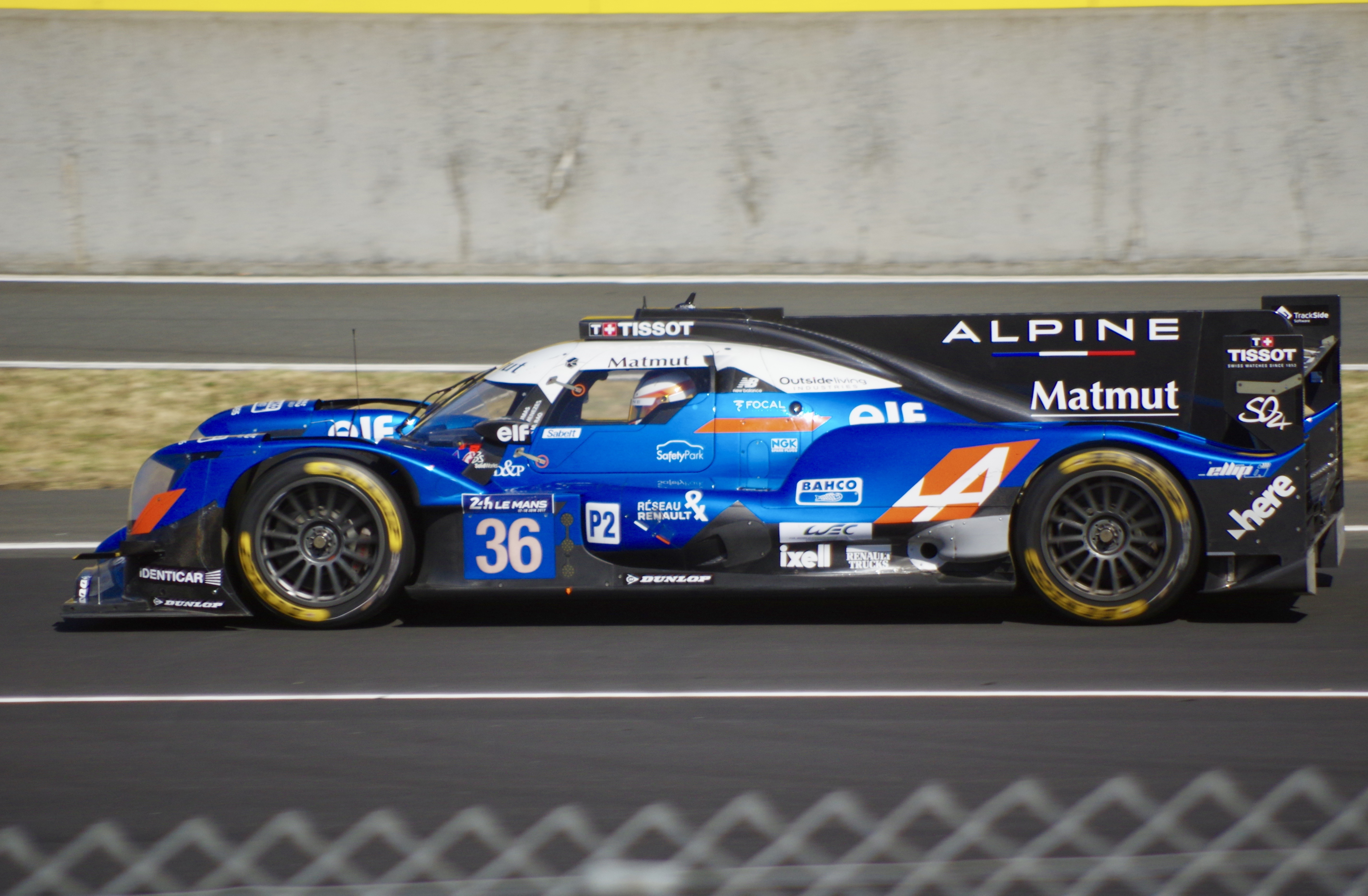
Der Alpine A470 von Romain Dumas, Gustavo Menezes und Matthew Rao beim 24-Stunden-Rennen von Le Mans 2017

Matthew Kiran „Matt“ Rao (* 3. Mai 1994 in Toulouse) ist ein ehemaliger britischer Automobilrennfahrer. Er startete 2015 in der europäischen Formel-3-Meisterschaft.

## Karriere
Rao begann seine Motorsportkarriere 2009 im Kartsport, in dem er bis 2010 aktiv blieb. 2011 wechselte Rao zu Fluid Motorsport in den Formelsport und startete zu einigen Rennen der britischen Formel Ford. Er wurde Zweiter in der Scholarship Class. 2012 blieb Rao bei Fluid Motorsport in der britischen Formel Ford. Er belegte den zehnten Gesamtrang. Darüber hinaus trat er für den Rennstall zu einigen Rennen der niederländischen Formel Ford an und wurde dort 21. in der Fahrerwertung. Für Hillspeed nahm Rao außerdem an je zwei Rennen der BARC Formel Renault und deren Winterserie teil.
2013 ging Rao für Hillspeed in der BARC Formel Renault an den Start. Mit einem dritten Platz als bestem Ergebnis beendete er die Saison auf dem 15. Platz. Anfang 2014 nahm Rao für Giles Motorsport an der Toyota Racing Series in Neuseeland teil. Dort wurde er 14. in der Fahrerwertung. Anschließend trat er für Fortec Motorsports in der britischen Formel-3-Meisterschaft an. Rao entschied fünf Rennen für sich. Mit 283 zu 285 Punkten unterlag er am Saisonende seinem Teamkollegen Martin Cao und wurde Gesamtzweiter.
2015 erhielt Rao bei Fortec Motorsports ein Cockpit in der europäischen Formel-3-Meisterschaft. Zwei 14. Plätze waren seine besten Ergebnisse.
Mit dem Ablauf der Rennsaison 2017 beendete er seien Fahrerkarriere.

## Statistik

### Karrierestationen
| - 2009–2010: Kartsport - 2011: Britische Formel Ford, Scholarship (Platz 2) - 2012: Britische Formel Ford (Platz 10) - 2012: Niederländische Formel Ford (Platz 21) | - 2012: BARC Formel Renault (Platz 32) - 2012: BARC Formel Renault, Winter (Platz 20) - 2013: BARC Formel Renault (Platz 15) - 2014: Toyota Racing Series (Platz 14) | - 2014: Britische Formel 3 (Platz 2) - 2015: Europäische Formel 3 |

### Einzelergebnisse in der europäischen Formel-3-Meisterschaft
| Jahr | Team               | Motor    | 1   | 2   | 3   | 4   | 5   | 6   | 7   | 8   | 9   | 10  | 11  | 12  | 13  | 14  | 15  | 16  | 17  | 18  | 19  | 20  | 21  | 22  | 23  | 24  | 25  | 26  | 27  | 28  | 29  | 30  | 31  | 32  | 33  | Punkte | Rang |
| ---- | ------------------ | -------- | --- | --- | --- | --- | --- | --- | --- | --- | --- | --- | --- | --- | --- | --- | --- | --- | --- | --- | --- | --- | --- | --- | --- | --- | --- | --- | --- | --- | --- | --- | --- | --- | --- | ------ | ---- |
| 2015 | Fortec Motorsports | Mercedes | SIL | SIL | SIL | HO1 | HO1 | HO1 | PAU | PAU | PAU | MNZ | MNZ | MNZ | SPA | SPA | SPA | NOR | NOR | NOR | ZAN | ZAN | ZAN | SPI | SPI | SPI | POR | POR | POR | NÜR | NÜR | NÜR | HO2 | HO2 | HO2 | 0      | –    |
| 2015 | Fortec Motorsports | Mercedes | DNF | 22  | DNF | 14  | 16  | 31  | 19  | 24  | 19  | 16  | 15  | EX  | 23  | 14  | DNF | 23  | 21  | DNF | 22  | 23  | 27  | 25  | 31* | 25  | 25  | DNF | 21  | 22  | 18  | DNF | 23  | 28  | 18  | 0      | –    |

### Le-Mans-Ergebnisse
| Jahr | Team                    | Fahrzeug    | Teamkollege  | Teamkollege     | Platzierung | Ausfallgrund |
| ---- | ----------------------- | ----------- | ------------ | --------------- | ----------- | ------------ |
| 2017 | Signatech Alpine Matmut | Alpine A470 | Romain Dumas | Gustavo Menezes | Rang 10     |              |